# Fèanor
Fèanor (Fëanor en la transcripció original anglesa, pronunciat Fè-a-nor) és un personatge fictici de l'univers de J.R.R. Tolkien, la Terra Mitjana. És una de les figures centrals del Silmaríl·lion, i una de les més influents en la història d'Arda.
Fèanor era un elf de la raça nóldor, fill de Finwë (el primer Rei dels Nóldor). Originalment el seu nom era Finweminya (Finwë segon), i també Curufinwë (hàbil [fill de] Finwë). El nom amb què és conegut és un terme mitjà entre el mot sindarín Feanor i el quenya Fëanáro, que signifiquen "Esperit de Foc".

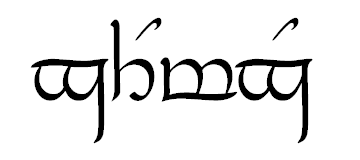
Escriptura tengwar. El text reprodueix el nom 'Gothmog', el Senyor dels Balrog

Considerat el més gran dels nóldor, va ser un artesà, ferrer i guerrer de gran prestigi. Entre d'altres, va ser l'afaiçonador dels Silmarils i dels Palantiri, i l'inventor de l'escriptura Tengwar.
Es diu que al néixer Fèanor va prendre tanta energia vital a la seva mare Míriel que a partir d'aleshores ella va portar una vida trista, fins al punt en què el seu esperit va abandonar voluntàriament el seu cos i va anar a viure als Jardins de Lorien.
Finwë es va tornar a casar amb Indis i va tenir dos fills més, Fingolfin i Finarfin, i dues filles, Findis i Irimë. Fëanor es va casar amb Nerdanel, filla de Mahtan, que va donar-li set fills: Maedhros, Maglor, Cèlegorm, Carànthir, Curufin, Àmrod i Àmras.
Tot i que Indis sempre va ser amable amb ell, Fèanor rebutjava la seva madrastra i els seus fills, i vivia apartat d'ells.

## Biografia

### Vida a Vàlinor
Mélkor, el més poderós dels vàlar, havia enganyat els altres valar fent-los creure que estava penedit de veritat i que havia renunciat a la via del mal. Un cop perdonat i residint a Vàlinor, va dedicar-se a corrompre els nóldor, especialment Fëanor.
En el que va ser el seu èxit més gran, Fèanor va aconseguir capturar la llum dels Dos Arbres en els Silmarils, també anomenats dels Grans Joies. Apreciava els Silmarils per sobre de totes les coses, i davant l'interès dels Valar i els altres èldar temia que els els volguessin prendre. Va passar d'exhibir les joies vanitosament a amagar-les i no deixar-les veure a ningú.
Mélkor va jugar amb el temperament de Fèanor i l'hi va fer creure que el seu mig germà Fingolfin volia usurpar el seu lloc com a hereu de Finwë i robar-li els joiells. Enfurismat, Fèanor va forjar armes (el primer cop que els nóldor ho feien) i va arribar a amenaçar la vida de Fingolfin. Per això, els valar el van exiliar a Formenos, on es va emportar els Silmarils. El seu pare Finwë va acompanyar-lo a l'exili.
Aleshores Melkor va aparèixer a Fórmenos i va intentar fer-lo creure que les seves acusacions havien estat certes, ja que al marxar Fèanor i Finwë, Fingolfin actuava com a Rei dels Nóldor. Tot i això, Fëanor no es va deixar convèncer i va tancar la porta a Melkor.
Un cop les intencions de Melkor havien quedat clares, els valar van fer cridar a Fëanor i el van convidar a Valionor per fer les paus amb Fingolfin. Però mentre se celebrava la reconciliació, Melkor va destruir els Dos Arbres, i anà a Formenos, on va matar a Finwë i robà els Silmarils.
Un cop van veure que els arbres havien mort, els vàlar van demanar a Fèanor els Silmarils, ja que era l'únic lloc on sobrevivia la llum dels arbres. Fèanor va negar-s'hi, i va afirmar que si els valar l'hi obligaven no serien millors que Mélkor. Aleshores va arribar la notícia de què havia passat a Fòrmenos.

### El retorn dels nóldor
Els vàlar i èldar ja havien vist la magnitud de la traïció de Mélkor. Fèanor, en conèixer la mort del seu pare i el robatori dels seus estimats Silmarils, va enfurismar-se i va rebatejar Mélkor com a Mórgoth, o "l'Enemic Fosc". Ara Fèanor era el nou Rei dels Noldor, i va fer el discurs més apassionat mai fer a Arda, en què va parlar contra el Gran Enemic, però també va acusar els valar per la seva inoperativitat contra ell. Va persuadir la majoria de la seva gent que, com que els valar els havien abandonat, els nóldor havien de swguir-lo a la Terra Mitjana, on s'amagava Morgoth, i combatre'l. Fèanor va fer aleshores el Jurament de Fèanor, que els seus set fills també van fer, en què juraven que lluitarien contra qualsevol (fos elf, home, maia o vala) que els impedís de recuperar els Silmarils.
Buscant una manera ràpida d'anar a la Terra Mitjana, van anar a les ribes d'Aman, on els teleri vivien, i van demanar-los que els deixessin les seves naus. Els teleri no van voler i, com a resposta, Fèanor i alguns dels seus més exaltats acompanyants van atacar-los i els van prendre els vaixells. Aquest acte és conegut com la Primera Matança Fratricida.
Tot i que no hi havia participat, Finarfin es va penedir d'aquest acte i va tornar enrere a demanar perdó amb els que van voler acompanyar-lo. Els Valar el van perdonar i va quedar-se com a rei dels nóldor a Vàlinor.
No hi havia prou vaixells per a poder creuar el mar tots, de manera que van dividir-se en dos grups, el primer del qual era liderat per Fèanor i els seus fills. En arribar a Losgar, la terra de Lammoth, a l'oest de Beleriand, va decidir cremar les naus, deixant Fingolfin i els seus seguidors a l'estacada. Accidentalment, però, Amras, fill de Fèanor, era dins les naus i es va cremar viu. La terra era plana en aquells dies, i els nóldor que quedaven a Aman van veure com cremaven els vaixells. Veient-se perduts, ja que era massa tard per tornar amb els valar, van veure's forçats a anar caminant a la Terra Mitjana, tot seguint la penosa ruta del Helcaraxë. Van fer-ho sota el lideratge de Fingolfin, i van sofrir moltes baixes durant l'àrdua travessia. Aquest fet va fer augmentar l'animositat envers Fëanor i els seus fills.
Assabentat de l'arribada, Mórgoth va reunir el seu exèrcit a la seva fortalesa d'Àngband, i va atacar el campament de Fèanor a Mithrim. Aquesta batalla es va conèixer com la Batalla sota els Estels, o Dagor-nuin-Giliath, ja que el Sol i la Lluna encara no havien nascut. Els nóldor van aconseguir aturar l'atac i dispersar els exèrcits, obtenint el que es podia considerar una victòria. Fèanor, encara encegat per la ira, va guiar les seves forces cap a Angband amb els seus fills. Va arribar a envestir Angband, però els Balrogs que la defensaven es van abraonar sobre seu. Va lluitar amb gran coratge, però va rebre moltes ferides per part de Gothmog, senyor dels Balrog. Els seus fills van arribar i van fer fugir els Bàlrogs de l'emboscada, però Fëanor era conscient que les ferides eren mortals. En el moment de la seva mort, la fúria del seu esperit va reduir el cos a cendres.
Els seus fills encara estaven lligats al Jurament de Fèanor de recuperar els Silmarils, i aquest fet determinaria els esdeveniments a la Terra Mitjana durant la resta de la Primera Edat.

## Cèlegorm
Celegorm (pronunciat Ke-lè-gorm) és un personatge fictici de l'univers de J.R.R. Tolkien, la Terra Mitjana. Va ser el tercer fill de Fëanor i Nerdanel. Sovint s'associava amb un altre dels seus germans: Curufin. Estranyament, enlloc tenir el cabell negre o vermell com els seus pares i germans, és descrit amb els cabells rossos.
Celegrom és la versió en sindarin del seu nom de mare en quenya: Tyelcormo, o "El que dona presses", descrivint el seu temperament. El seu nom de pare en quenya era Turcafinwë, o "Finwë fort". (Finwë era el nom del pare de Fëanor, i amb versions d'aquest nom es van batejar la pràctica totalitat dels mascles de la família).
Celegorm era un gran caçador, i va ser amic del Vala Oromë. D'ell en va aprendre moltes habilitats amb els ocells i les bèsties, i podia entendre alguns dels seus llenguatges. D'Oromë també va rebre com a regal un gran gos de caça, de nom Huan.
Com la resta dels fills de Fëanor, Celegorm es va trobar lligat pel jurament de recuperar els Silmarils del seu pare, que havien estat robats pel Senyor Fosc Morgoth. El jurament el va portar a ell i als seus germans a la Terra Mitjana, on van establir reialmes a l'exili, van combatre els exèrcits de Morgoth, es van enfrontar als seus germans elfs, i van portar la desgràcia a la seva gent.
Mentre ell i el seu germà Curufin vivien a Nargothrond van capturar Lúthien Tinúviel, filla del rei Thingol de Doriath. Celegorm volia forçar-la a casar-se amb ell, per emparentar-se amb Thingol. Huan, però, va renegar del seu amo i va ajudar a Lúthien a escapar.
Celegorm va morir en la Segona Matança Fratricida, quan els fills de Fëanor van atacar Doriath per robar el Silmaril que era en possessió del Rei Elf Dior el Bell de Doriath. Dior i Celegorm es van matar l'un a l'altre a les cavernes de Menegroth.

## Genealogia de la Casa de Finwë
```
(1) (2)

Míriel
 ========= 
Finwë
 ========= 
Indis

| |
| ------------------------------------------

Fëanor
 = 
Nerdanel
 | | | |
| 
Findis
 
Fingolfin
 = 
Anairë
 
Irimë
 
Finarfin
 = 
Eärwen

Maedhros
 | | 

Maglor
 
Fingon
 
Finrod

Celegorm
 
Turgon
 
Angrod
**

Caranthir
 
Aredhel
 
Aegnor

Curufin
* 
Arakáno
 
Galadriel

Amrod

Amras
```

```
(* Pare de 
Celebrimbor
)
(** Pare d'
Orodreth
, que al seu torn va ser pare de 
Gil-galad
) 
```